# Saint-Martin-des-Champs, Cher
Saint-Martin-des-Champs là một xã thuộc tỉnh Cher trong vùng Centre-Val de Loire miền trung Pháp.